# Тройська унція

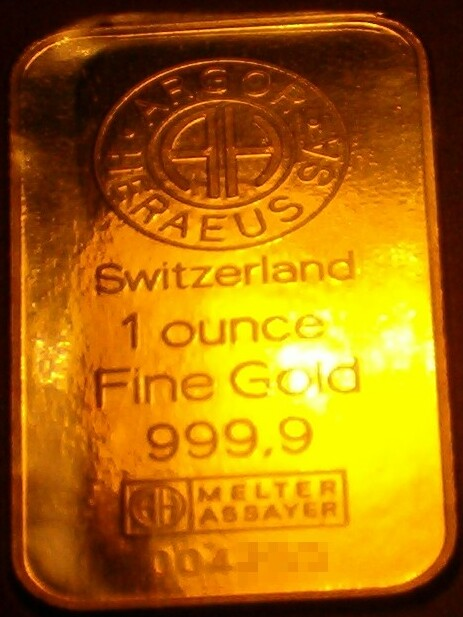
Тройська унція, золото

Тро́йська у́нція — спеціальна одиниця вимірювання маси, що застосовується для характеристики дорогоцінних металів, дорогоцінного каміння та пороху. Міжнародним позначенням тройської унції є «ozt». Маса тройської унції дорівнює 31,1034768 грама.

## Історія
Тройська унція походить із так званої «тройської системи ваг». Згідно з джерелами, найстаріші з них сягають 1-го тисячоліття нашої ери, назва походить від імені міста Труа (Troyes) у Франції, що в Середньовіччі було важливим торговельним центром.

## Співвідношення із системоюSI
Тройська унція дорівнює 480 гранам (один гран — 64,79891 міліграма). З моменту впровадження Міжнародної угоди про фунт і ярд від 1 липня 1959 року, гран визначається точно як 64,79891 міліграма. Таким чином, одна тройська унція = 480 гран × 0,06479891 грама/гран = 31,10347680 грама. Це трохи важче за унцію системи Евердьюпойс (437,5 грана, що дорівнює 28,349523125 г). Тройська унція для торгівлі дорогоцінними металами вважається достатньо наближеною до 31,10 г в директиві ЄС 80/181/ЄЕС.

## Кратні величини
12 тройських унцій становлять 1 тройський фунт (5760 гран, або 373,24 г).
Кратні тройські величини:
| Величина         | Грани | Грами         |
| ---------------- | ----- | ------------- |
| Фунт (12 унцій)  | 5760  | 373,241 721 6 |
| Унція (20 пенні) | 480   | 31,103 476 8  |
| Пенні            | 24    | 1,555 173 84  |
| Гран             | 1     | 0,064 798 91  |

## Застосування
Тройська унція — основна одиниця вимірювання та оцінки дорогоцінних металів (золото, срібло, паладій, платина тощо) і дорогоцінного каміння, а також у деяких інших галузях, наприклад, в косметології для вимірювання ваги особливо коштовних інгредієнтів.
Міжнародними позначеннями тройської унції золота, срібла, платини та паладію є XAU, XAG, XPT, XPD відповідно. Вага інвестиційних монет досить часто вказується в долях тройської унції.
Тройськими унціями або тройськими гранами вимірюються вага пороху та кулі, а також стріли та наконечника стріли в спортивній стрільбі з лука.
В англійській грошовій системі, введеній королем Генріхом II, і до переведення її на десяткову систему числення в другій половині XX століття, монета в один пенні дорівнювала за ціною одному тройському пенні срібла. Фунт стерлінгів при цьому нараховував 240 тройських пенсів, що становило один тройський фунт срібла. Фунт стерлінгів поділявся на 20 шилінгів, кожний із яких дорівнював 12 пенсам.
Окрім того, тройська унція та її похідна — тройський фунт — застосовуються в аптекарській системі ваг, але з іншим дробним поділом.